# Sint-Jacobskapel (Venlo)
De Sint-Jacobskapel was een eenbeukige kapel in de Venlose Middeleeuwse binnenstad, op de hoek van het Maasschriksel en Helschriksel, die deel uitmaakte van het voormalige Sint Jacobsgasthuis, een groter complex gelegen tussen beide straten.

## Beschrijving
Het restant maakt deel uit van een huizenblok. Dit was het westelijk gedeelte van de laatgotische kapel, de St. Jacobskapel genaamd. Dit deel is rijksmonument, en is in gebruik als kantoor.

## Historiek
Circa 1500 werd de kapel opgericht en vanaf 1533 werd het complex van het gasthuis gebouwd. In 1580 werd de kapel evenwel buiten gebruik genomen. Het gasthuis diende in de verdere eeuwen, tot de 19e eeuw, als pleeghuis voor ouderen.
In 1702 werd de kapel bij een belegering grotendeels vernield. Enkel het westelijk deel bleef over.
In de jaren 1920 werd het voormalige pleeghuis afgebroken. De kapel diende verder als garage en stapelruimte naast het lege terrein. 
In 1932 werd de overgebleven Sint-Jacobskapel door Jules Kayser gerestaureerd. Aan de noordkant werd de gevel opgetrokken, wat nooit aan het oorspronkelijke monument heeft bestaan. Markant detail van deze kapel is een houten kastje met daarin een Madonnabeeld uit de 2e helft van de 16e eeuw in de noordwestelijke hoeksteunbeer. Sindsdien fungeerde de kapel als toegang tot een kantoor, en wel het administratiekantoor van gemeentewerken van Venlo. Momenteel wordt de kapel af en toe gebruikt voor opvoeringen van lichte muziek.
Naast de Sint-Jacobskapel zijn in 2009 tijdens opgravingen restanten van een armenkerkhof gevonden.